# 北部区 (以色列)
北部区是以色列六个行政区之一（不計約旦河西岸），包括原巴以1947年分治时划分的巴勒斯坦地区北部阿拉伯区，面积3,324平方公里（未包括戈兰高地1,154平方公里，如計入則為4,478平方公里），是以國阿拉伯裔居民佔多數的行政區。本区与黎巴嫩、叙利亚、约旦、巴勒斯坦相连。首府拿撒勒。

北部區在以色列的位置，位於戈蘭高地的區域以斜線標示

## 人口
2016年人口1,401,300，其中阿拉伯人占53%、犹太人占44%。
根據2016年人口普查：
- 總人口：1,401,300
- 種族：
  - 阿拉伯人693,700（53.2%）
  - 猶太人572,600（43.9%）
  - 其他38,300（2.9%）
- 宗教信仰：
  - 猶太人572,600（43.9%）
  - 穆斯林498,700（38.2%）
  - 德鲁兹教104,500（8%）
  - 基督教徒92,800（7.1%）
  - 未分類34,400（2.6%）